# San Juan Guivini
San Juan Guivini es una población del estado mexicano de Oaxaca, integrante del municipio de San Francisco Ozolotepec.

## Localización y demografía
San Juan Guivini se encuentra en la región Sierra Sur, que forma parte de las elevaciones de la Sierra Madre del Sur. Sus coordenadas geográficas son 16°05′59″N 96°11′38″O / 16.09972, -96.19389 y se encuentra a una altitud de 2 188 metros sobre el nivel del mar.
Su distancia con la cabecera municipal, San Francisco Ozolotepec, es de unos dos kilómetros al este, sin embargo por la intricado del terreno la comunicación es mucho más larga y el camino que los une pasa por el vecino municipio de San Juan Ozolotepec.
Tiene una población total de acuerdo al Censo de Población y Vivienda realizado por el Instituto Nacional de Estadística y Geografía en 2010 es de 702 personas, 381 mujeres y 321 hombres.

## Historia
El 23 de junio fue afectado por el Terremoto de Oaxaca de 2020, siendo una de las comunidades que registró mayores daños.